# Munidopsis cylindropus
Munidopsis cylindropus is een tienpotigensoort uit de familie van de Munidopsidae. De wetenschappelijke naam van de soort is voor het eerst geldig gepubliceerd in 1902 door Benedict.